# Pekon Lok
Pekon Lok is een bestuurslaag in het regentschap Lampung Barat van de provincie Lampung, Indonesië. Pekon Lok telt 49 inwoners (volkstelling 2010).